# Ropná burza
Ropná burza je komoditní burza, jejíž obchodovanou komoditou jsou ropné produkty. V širším měřítku se též mluví o obchodování s energetickými komoditami, takže k nim vedle ropy patří i zemní plyn a u obou z nich se obchoduje jak s nimi, tak s jejich deriváty.
V letech 1973–2000 a 2003–2008 byl jedinou měnou pro obchodování s ropou americký dolar. Kupcem mohou být jednotlivci, firmy i celé země. Na mezinárodní úrovni samotný obchod zprostředkovává OPEC. 

## Konkrétní ropné burzy
- New York Mercantile Exchange (NYMEX) s ústředím v New Yorku
- International Petroleum Exchange (IPE) v Londýně
- IntercontinentalExchange (ICE) s ústředím v Atlantě
- Íránská ropná burza (IOB) v Perském zálivu
- Russian Oil Bourse v Moskvě[1] a Sankt Petěrburgu[2]
- Shanghai Oil Bourse v Šanghaji[3]
- navrhovaná Evropská ropná burza[4]
- Amsterdam-Rotterdam-Antwerp (ARA) v Nizozemsku (přístavy Amsterdam-Rotterdam-Antverpy)